# Data Transformation Services
Data Transformation Services, oder DTS, ist eine Sammlung von Paketen, Komponenten und Hilfsprogrammen, die es erlaubt, Extract, Transform, Load-Prozesse beim Import in oder Export aus einer Datenbank zu automatisieren. DTS sind in den Microsoft SQL Server integriert und werden meistens auch mit diesem verwendet. Eine unabhängige Nutzung mit anderen Datenbanken ist ebenso möglich.
DTS ermöglicht es, Daten aus heterogenen Quellen wie OLE DB, ODBC oder Textdateien zu laden und in eine beliebige, unterstützte Datenbank zu transformieren. Zusätzlich können diese Schritte regelmäßig über einen Zeitplan ausgeführt werden. Es ist auch möglich, Dateien über FTP zu verschicken und externe Programme aufzurufen. In Verbindung mit einem Versionsverwaltungssystem wie Microsoft Visual SourceSafe kann DTS außerdem als Alternative für das Backup von Paketen dienen.
Ab Microsoft SQL Server 2005 wurde DTS von SQL Server Integration Services (SSIS) ersetzt.